# RuPaul's Drag Race All Stars (quinta edizione)
La quinta edizione di RuPaul's Drag Race All Stars è andata in onda negli Stati Uniti dal 5 giugno al 24 luglio 2020. Questa stagione è stata annunciata a maggio 2020, e il cast è stato rivelato tramite una live YouTube, sul canale ufficiale dello show l'8 maggio 2020.
Durante la promozione dell'edizione, venne annunciato un cambio di format: non sarebbero state più le due concorrenti migliori a esibirsi in playback per ricevere il potere di eliminare una delle concorrenti ma, a ogni puntata, dopo aver decretato solo la concorrente migliore, essa si sarebbe scontrata con una "Lip-Sync Assassin", ovvero un'ex-concorrente dello show ricordata nella storia del programma per le proprie esibizioni e coreografie durante i playback. In caso di vittoria della concorrente in gara, oltre a 10000 $, questa riceve il potere di eliminare una delle concorrenti che è andata peggio nella sfida. Altrimenti in caso di sconfitta contro la "Lip-Sync Assassin", saranno tutte le concorrenti tramite votazione a decidere chi eliminare, e i 10000 $ dollari saranno sommati per il montepremi della puntata successiva.
Shea Couleé, vincitrice della quinta edizione, ha ricevuto come premio 100000 $, una fornitura di un anno di cosmetici della Anastasia Beverly Hills Cosmetics e una corona con scettro di Fierce Drag Jewels. La proclamazione della vincitrice è avvenuta direttamente nell'ultima puntata.
Successivamente, Mayhem Miller prenderà parte alla seconda edizione di RuPaul's Drag Race: UK vs the World, mentre Alexis Mateo parteciperà alla seconda edizione di Canada's Drag Race: Canada vs the World.

## Concorrenti
Le dieci concorrenti che partecipano al reality show sono:
| Concorrente       | Vero nome            | Età | Città                        | Edizione originale    | Posizionamento edizione originale | Posizionamento |
| ----------------- | -------------------- | --- | ---------------------------- | --------------------- | --------------------------------- | -------------- |
| Shea Couleé       | Jaren Kyei Merrell   | 30  | Chicago – Illinois           | 9ª edizione           | 3º/4º posto                       | Vincitrice     |
| Jujubee           | Airline Inthyrath    | 34  | Boston – Massachusetts       | 2ª edizione           | 3º posto                          | Finaliste      |
| Jujubee           | Airline Inthyrath    | 34  | Boston – Massachusetts       | 1ª edizione All Stars | 3º/4º posto                       | Finaliste      |
| Miz Cracker       | Maxwell Heller       | 35  | Harlem – New York            | 10ª edizione          | 5º posto                          | Finaliste      |
| Blair St. Clair   | Andrew Bryson        | 24  | Washington – Washington D.C. | 10ª edizione          | 9º posto                          | 4º posto       |
| Alexis Mateo      | Alexis Mateo Pacheco | 39  | Las Vegas – Nevada           | 3ª edizione           | 3º posto                          | 5º posto       |
| Alexis Mateo      | Alexis Mateo Pacheco | 39  | Las Vegas – Nevada           | 1ª edizione All Stars | 5º/6º posto                       | 5º posto       |
| India Ferrah      | Shane Richardson     | 33  | Las Vegas – Nevada           | 3ª edizione           | 10º posto                         | 6º posto       |
| Mayhem Miller     | Dequan Johnson       | 37  | Riverside – California       | 10ª edizione          | 10º posto                         | 7º posto       |
| Mariah Balenciaga | Elijah Kelly         | 37  | Los Angeles – California     | 3ª edizione           | 9º posto                          | 8º posto       |
| Ongina            | Ryan Ong Palao       | 37  | Los Angeles – California     | 1ª edizione           | 5º posto                          | 9º posto       |
| Derrick Barry     | Derrick Barry        | 35  | Las Vegas – Nevada           | 8ª edizione           | 5º posto                          | 10º posto      |

## Tabella eliminazioni
| Ordine | Episodi | Episodi | Episodi | Episodi | Episodi | Episodi | Episodi | Episodi     |
| Ordine | 1       | 2       | 3       | 4       | 5       | 6       | 7       | 8           |
| ------ | ------- | ------- | ------- | ------- | ------- | ------- | ------- | ----------- |
| 1      | India   | Shea    | Jujubee | Cracker | Shea    | Cracker | Cracker | Shea Couleé |
| 2      | Alexis  | Blair   | Blair   | Jujubee | Alexis  | Jujubee | Shea    | Jujubee     |
| 3      | Cracker | Jujubee | Mayhem  | Shea    | Jujubee | Shea    | Jujubee | Miz Cracker |
| 4      | Shea    | Alexis  | Alexis  | Blair   | Blair   | Blair   | Blair   |             |
| 5      | Blair   | Cracker | Cracker | Alexis  | Cracker | Alexis  |         |             |
| 6      | Mariah  | Mayhem  | India   | India   | India   |         |         |             |
| 7      | Jujubee | India   | Shea    | Mayhem  |         |         |         |             |
| 8      | Ongina  | Mariah  | Mariah  |         |         |         |         |             |
| 9      | Mayhem  | Ongina  |         |         |         |         |         |             |
| 10     | Derrick |         |         |         |         |         |         |             |

Legenda
     La concorrente ha vinto la gara
     La concorrente è arrivata in finale ma non ha vinto la gara
     La concorrente è arrivata in finale, ma è stata eliminata
     La concorrente ha vinto la sfida, si è esibita in playback e ha vinto
     La concorrente ha vinto la sfida, si è esibita in playback e ha perso
     La concorrente ha vinto la sfida, si è esibita in playback e ha pareggiato con il Lip-sync Assassin
     La concorrente figura tra le prime ma non si è esibita in playback
     La concorrente è salva e accede alla puntata successiva (l'ordine di chiamata è casuale)
     La concorrente figura tra le ultime ma non è a rischio eliminazione
     La concorrente ha ricevuto critiche positive da parte dei giudici ma è a rischio eliminazione
     La concorrente figura tra gli ultimi ed è a rischio eliminazione
     La concorrente è stato eliminata dal migliore della puntata
     La concorrente è stato eliminata dal voto di tutte le concorrenti
     La concorrente è stato eliminata sia dal migliore della puntata e dal voto di tutte le concorrenti

### Tabella votazioni
| Episodi         | 1       | 2      | 3      | 4      | 5         | 6       | 7       |
| --------------- | ------- | ------ | ------ | ------ | --------- | ------- | ------- |
|                 |         |        |        |        |           |         |         |
| Concorrente     | Voti    | Voti   | Voti   | Voti   | Voti      | Voti    | Voti    |
| Shea            | Derrick | Ongina | Mariah | Mayhem | India     | Alexis  | Blair   |
| Jujubee         | Mayhem  | Ongina | Mariah | Mayhem | India     | Alexis  | Blair   |
| Cracker         | Derrick | Ongina | Mariah | Mayhem | India     | Alexis  | Blair   |
| Blair           | Derrick | Ongina | Mariah | Mayhem | India     | Alexis  | Jujubee |
| Alexis          | Derrick | Ongina | Shea   | Mayhem | India     | Blair   |         |
| India           | Derrick | Ongina | Mariah | Mayhem | Alexis    |         |         |
| Mayhem          | Derrick | Ongina | Shea   | Mayhem |           |         |         |
| Mariah          | Derrick | Ongina | India  |        |           |         |         |
| Ongina          | Derrick | Ongina |        |        |           |         |         |
| Derrick         | Mayhem  |        |        |        |           |         |         |
|                 |         |        |        |        |           |         |         |
| Eliminata       | Derrick | Ongina | Mariah | Mayhem | India     | Alexis  | Blair   |
| Voto del gruppo | 7–2     | 8–0–0  | 4–2–1  | 6–0    | 4–1–0–0–0 | 3–1–0–0 | 2–1–0   |

Legenda
     La concorrente ha vinto la sfida e il playback e ha scelto la concorrente da eliminare
     La concorrente ha vinto la sfida, ma ha perso il playback e non ha potuto scegliere la concorrente da eliminare
     La concorrente è a rischio eliminazione
     La concorrente è stata eliminata dalla migliore della puntata
     La concorrente è stata eliminata dal voto di tutte le concorrenti
     La concorrente è stata eliminata
     La concorrente è stata eliminata sia dal migliore della puntata e dal voto di tutte le concorrenti

## Giudici
- RuPaul
- Michelle Visage
- Carson Kressley
- Ross Mathews

### Giudici ospiti
- Ricky Martin
- Bebe Rexha
- Jane Krakowski
- Jeffrey Bowyer-Chapman
- Madison Beer
- Martyn Lawrence Bullard
- Nicole Byer
- Sam Richardson
- Sarah Hyland
- Tessa Thompson
- Tommy Dorfman
- Todrick Hall

## Special Guest
- Yvie Oddly
- Leland
- Freddy Scott
- Alyssa Edwards
- Monét X Change
- Morgan McMichaels
- Vanessa Vanjie Mateo
- Roxxxy Andrews
- Kennedy Davenport
- Trinity The Tuck

## Riassunto episodi

### Episodio 1 -Werq the World Variety Extravaganza
La puntata si apre con l'ingresso delle concorrenti, iniziando con Shea Couleé e finendo con Ongina. L'ingresso di RuPaul nell'atelier porta una rivelazione: in quest'edizione tutte le concorrenti avranno la possibilità di votare ed eliminare una delle concorrenti che è andata peggio nella sfida. Subito dopo, RuPaul insieme a Ricky Martin introduce prima mini sfida
- La mini sfida: le concorrenti dovranno "leggersi" a vicenda, ovvero dirsi qualcosa di cattivo l'un l'altr, ma in modo scherzoso. Le vincitrici sono Jujubee e Blair St. Clair.
- La sfida principale: RuPaul annuncia che la sfida principale sarà la gara di talenti, come nelle edizioni passate davanti a un pubblico, dedicata al Werq the World Tour, organizzato con le concorrenti dello show. Mentre le concorrenti si stanno preparando, tra Derrick e India inizia una discussione causata da un dissidio nel passato, quando le due hanno lavorato insieme in un locale. Le concorrenti decidono di esibirsi nelle seguenti categorie:

| Concorrente       | Talento dell'esibizione |
| ----------------- | ----------------------- |
| Alexis Mateo      | Canto e ballo           |
| Shea Couleé       | Pole dance              |
| Mayhem Miller     | Canto                   |
| Mariah Balenciaga | Spoken word             |
| Miz Cracker       | Lip Sync                |
| Blair St. Clair   | Canto                   |
| Ongina            | Vogueing                |
| Derrick Barry     | Imitazioni di celebrità |
| Jujubee           | Canto                   |
| India Ferrah      | Canto e ballo           |

Giudice ospite della puntata è Ricky Martin. Prima dei giudizi, RuPaul annuncia inoltre che in quest'edizione solo il concorrente migliore si sfiderà nel "Lip-Synch For Your Legacy", scontrandosi con una "Lip-Sync Assassin", una ex-concorrente delle edizioni passate non in gara. In caso di vittoria della concorrente in gara, questa riceverà, oltre a 10.000 dollari, il potere di eliminare una fra le concorrenti peggiori della puntata. Altrimenti, in caso di sconfitta contro la "Lip-Sync Assassin", sarà il voto delle concorrenti a decidere chi eliminare, e i 10.000 dollari saranno sommati per il montepremi del playback successivo. RuPaul decide che Shea, Blair, Mariah e Jujubee sono salve e passano all'episodio successivo. Dopo le critiche da parte dei giudici, India Ferrah è la migliore della puntata, mentre Derrick Berry e Mayhem Miller sono le peggiori. Alexis, Cracker e Ongina si posizionano a metà e sono salve. Le concorrenti vengono mandate nel backstage per decidere chi verrà eliminato. Al ritorno sul palcoscenico, RuPaul annuncia la "Lip-Sync Assassin", e si scopre che si tratta di Yvie Oddly, vincitrice dell'undicesima edizione di RuPaul's Drag Race.
- L'eliminazione: India Ferrah e Yvie Oddly si esibiscono in playback sulla canzone Livin' la vida loca di Ricky Martin . Yvie Oddly viene dichiarata vincitrice e rivela che le concorrenti hanno scelto a maggioranza di eliminare Derrick Barry dalla competizione.

### Episodio 2 -I'm In Love!
Il secondo episodio inizia con le concorrenti che rientrano nell'atelier dopo l'eliminazione di Derrick; qui discutono su come le nuove regole abbiano profondamente cambiato il gioco. Intanto Mayhem è contenta di essere ancora in gara, e successivamente Jujubee ammette di averla votata, ma per la performance e non un discorso di amicizia.
- La sfida principale: le concorrenti sono divise in tre gruppi e devono scrivere, produrre e coreografare un numero di musical, per il nuovo singolo I'm In Love!. Essendo stata la migliore nella puntata precedente, India Ferrah deve scegliere le sue "migliori rivali", e indica Shea e Blair: sono loro tre le capogruppo. India sceglie Jujubee e Alexis, Blair sceglie Cracker e Mayhem, mentre Shea sceglie Mariah e Ongina, ultima rimasta. Una volta scritto il pezzo, ogni gruppo va nella sala registrazione, dove Leland e Freddy Scott danno loro consigli e aiuto. Mayhem, India e Ongina hanno maggiori problemi vocali, mentre Alexis, Cracker e Shea ricevono complimenti per le strofe accattivanti. Successivamente tutti i gruppi raggiungono il palcoscenico principale per provare la coreografia per il brano. Il gruppo di India e quello di Shea sono molto organizzati, mentre il gruppo di Blair ha dei problemi in generale. Mentre tutti si stanno preparando per esibirsi, molte concorrenti si lamentano del comportamento di Miss Cracker durante la preparazione della coreografia, ma lei spiega che il tutto è scaturito dalla tensione che sente e dalla sua paura di non essere accettata dagli altri.

| Team       | Concorrenti       | Brano della performance |
| ---------- | ----------------- | ----------------------- |
| Team India | Alexis Mateo      | "I'm In Love!"          |
| Team India | India Ferrah      | "I'm In Love!"          |
| Team India | Jujubee           | "I'm In Love!"          |
| Team Blair | Blair St. Clair   | "I'm In Love!"          |
| Team Blair | Mayhem Miller     | "I'm In Love!"          |
| Team Blair | Miz Cracker       | "I'm In Love!"          |
| Team Shea  | Mariah Balenciaga | "I'm In Love!"          |
| Team Shea  | Ongina            | "I'm In Love!"          |
| Team Shea  | Shea Couleé       | "I'm In Love!"          |

Giudici ospiti della puntata sono Madison Beer e Tessa Thompson. Il tema della sfilata è Love the Skin, You're In, dove le concorrenti devono sfoggiare un abito sul tema della pelle. RuPaul decide che Alexis, Cracker e Mayhem sono salve e passeranno all'episodio successivo. Dopo le critiche da parte dei giudici, Shea Couleé è dichiarata la migliore della puntata, mentre India Ferrah, Ongina e Mariah Balenciaga sono le peggiori. Blair e Jujubee si posizionano a metà e sono salve. Quando ritornano nell'atelier per discutere su chi eliminare, Ongina inizia a piangere perché non vuole andarsene ed è dispiaciuta di essere a rischio. Al ritorno sul palcoscenico, RuPaul annuncia la "Lip-Sync Assassin", e si scopre che si tratta di Alyssa Edwards, concorrente della quinta edizione e della seconda edizione All Stars.
- L'eliminazione: Shea Couleé e Alyssa Edwards si esibiscono in playback sulla canzone Neutron Dance delle Pointer Sisters. Shea Couleé viene dichiarata vincitrice e rivela di aver scelto Ongina come concorrente da eliminare.

### Episodio 3 -Get a Room!
Il terzo episodio inizia con le concorrenti che rientrano nell'atelier dopo l'eliminazione di Ongina, complimentandosi con Shea per la vittoria, e discutendo sul risultato della votazione, quando scoprono che la stessa Ongina si è autovotata per l'eliminazione. 
- La sfida principale: le concorrenti divise in tre squadre devono inventare un hotel a cinque stelle, scegliendo il nome, il tema, l'arredamento e il servizio in camera. Tramite un meccanismo a sorteggio vengono create le squadre: Cracker, Mariah e Shea, Jujubee, India e Alexis e infine Mayhem e Blair. Durante i preparativi della sfida vengono scelti il nome e il tema degli hotel. Cracker, Mariah e Shea presenteranno il Golden Gals' Palace con un arredamento e un'atmosfera ispirata a Cuori senza età, Jujubee, India e Alexis presenteranno il The Glamazone, un hotel con tema giungla con stampe maculate e alla moda, e infine Mayhem e Blair presenteranno il 24-K Experience con un arredamento completamente dorato e molto costoso. Dopo aver finito il concept iniziale le concorrenti raggiungono lo studio dove iniziano a creare le camere d'hotel dipingendo le pareti e riempiendo le stanze con gli arredi, per poi presentare un tipico servizio in camera ai giudici ospiti.

Giudici ospiti della puntata sono Martyn Lawrence Bullard e Nicole Byer. Il tema della sfilata di questa puntata è Three, Three, Three Looks in One, dove le concorrenti devono sfoggiare tre look in uno. Dopo la sfilata RuPaul annuncia che l'hotel di Blair St. Clair e Mayhem Miller è stato il migliore, ma alla fine decide che Jujubee è la migliore della puntata. Dopo le critiche da parte dei giudici, RuPaul decide che India Ferrah, Shea Coulée e Mariah Balenciaga sono le peggiori. Alexis e Cracker si posizionano a metà e sono salve. Quando ritornano nell'atelier per discutere su chi eliminare, India si sente molto frustata perché ogni volta che cerca di dimostrare tutto il suo potenziale non riesce stare al passo con le altre. Al ritorno sul palcoscenico, RuPaul annuncia la "Lip-Sync Assassin", e si scopre che si tratta di Monét X Change, concorrente della decima edizione e vincitrice della quarta edizione All Stars.
- L'eliminazione: Jujubee e Monét X Change si esibiscono in playback sulla canzone Juice di Lizzo. Monét X Change viene dichiarata vincitrice del playback e rivela che le concorrenti hanno scelto a maggioranza Mariah Balenciaga come concorrente da eliminare.

### Episodio 4 -SheMZ
Il quarto episodio inizia con le concorrenti che rientrano nell'atelier dopo l'eliminazione di Mariah, con Shea grata verso tutte le altre per non averla eliminata. Intanto Jujubee, controllando il risultato della votazione, nota che nonostante tutto sono presenti un paio di voti per Shea, che successivamente si scoprono essere da parte di Mayhem e Alexis. La prima spiega che voleva salvare Mariah poiché la considera come una sorella, mentre la seconda cita il costante impegno di Mariah e afferma che non avrebbe potuto eliminarla senza sentirsi in colpa.
- La sfida principale: le concorrenti divise in tre squadre devono recitare in un gossip reality-show chiamato SheMZ , parodia del gossip-show delle celebrità TMZ . Le squadre vengono create tramite estrazione e sono: India e Mayhem, Jujubee, Blair e Cracker e infine Shea e Alexis. Shea interpreterà una queen che è stata appena licenziata dal reality show di cui era parte poiché definita falsa, mentre Alexis sarà un'altra queen licenziata dallo stesso reality per essere troppo disordinata; Jujubee reciterà la parte della mamma drag iperprotettiva nei confronti della sua odiosa e ingrata figlia Blair, mentre Cracker sarà una ragazza al centro di uno scandalo per l'ammissione al college; infine, India interpreterà la parte di una celebrità drag taccheggiatrice, mentre Mayhem sarà la commessa che la cattura nell'atto.

Giudice ospite della puntata è Sarah Hyland. Il tema della sfilata è C'mon, Camo Couture! dove i concorrenti devono sfoggiare un look con una stampa camouflage. RuPaul decide che Shea e Blair sono salve e passeranno all'episodio successivo. Dopo le critiche da parte dei giudici, Miz Cracker è dichiarata la migliore della puntata, mentre India Ferrah e Mayhem Miller sono le peggiori. Jujubee e Alexis si posizionano a metà e sono salve. Quando ritornano nell'atelier per discutere su chi eliminare, Mayhem si sente infastidita sia perché dice di non meritare di essere tra i peggiori, sia perché non vuole che il suo destino sia deciso da Miz Cracker. Al ritorno sul palcoscenico, RuPaul annuncia la "Lip-Sync Assassin", e si scopre che si tratta di Morgan McMichaels, concorrente della seconda edizione e della terza edizione All Stars. 
- L'eliminazione: Miz Cracker e Morgan McMichaels si esibiscono in playback sulla canzone Where Have You Been di Rihanna . Morgan McMichaels viene dichiarata vincitrice del playback, ma subito dopo RuPaul annuncia che anche Miz Cracker ha vinto, in pareggio. Morgan rivela che le concorrenti hanno scelto di eliminare Mayhem Miller dalla competizione; successivamente anche Cracker rivela di aver scelto Mayhem Miller come concorrente da eliminare.

### Episodio 5 -Snatch Game of Love
Il quinto episodio inizia con le concorrenti che rientrano nell'atelier dopo l'eliminazione di Mayhem, con India contenta perché, nonostante le difficoltà, le altre concorrenti hanno deciso di non eliminarla, e afferma che farà di tutto per tornare tra le migliori. Controllando il risultato della votazione, si scopre che anche Mayhem si è autovotata per l'eliminazione.
- La sfida principale: per questa sfida principale, le concorrenti giocheranno al gioco Snatch Game, nella variante Snatch Game of Love, basata sul gioco americano The Dating Game (Il gioco delle coppie in Italia). Come nell'edizione precedente, le partecipanti dovranno impersonare una celebrità e cercare di sedurre un corteggiatore, nonché giudice ospite, rispondendo alle sue domande. Durante i preparativi della sfida, Blair, nonostante RuPaul le abbia consigliato di cambiare il personaggio da imitare, decide di restare sulla sua idea di base poiché non si è preparata una scelta di riserva. Le celebrità scelte dai concorrenti sono state:

| Corteggiatore          | Concorrenti     | Celebrità impersonata |
| ---------------------- | --------------- | --------------------- |
| Tommy Dorfman          | Miz Cracker     | Lady Gaga             |
| Tommy Dorfman          | Alexis Mateo    | Walter Mercado        |
| Tommy Dorfman          | India Ferrah    | Jeffree Star          |
| Jeffrey Bowyer-Chapman | Blair St. Clair | Ellen DeGeneres       |
| Jeffrey Bowyer-Chapman | Jujubee         | Eartha Kitt           |
| Jeffrey Bowyer-Chapman | Shea Couleé     | Flavor Flav           |

Giudici ospiti della puntata sono Jeffrey Bowyer-Chapman e Tommy Dorfman. Il tema della sfilata è Prom Queen Fantasy, dove le concorrenti devono sfoggiare un look da ballo di fine anno. Dopo le critiche da parte dei giudici, RuPaul decide che Shea Couleé è la migliore della puntata. Inoltre RuPaul annuncia che a partire da questo momento le concorrenti che non sono state proclamate le migliori, sono automaticamente a rischio eliminazione. Quando ritornano nell'atelier per discutere su chi eliminare, molte concorrenti sentono la tensione su questo cambio delle regole, e inizia una discussione sulla votazione avvenuta durante l'eliminazione di Mariah, aumentando la tensione. Al ritorno sul palcoscenico, RuPaul annuncia la "Lip-Sync Assassin", Vanessa Vanjie Mateo, concorrente della decima e undicesima edizione di RuPaul's Drag Race.
- L'eliminazione: Shea Couleé e Vanessa Vanjie Mateo si esibiscono in playback sulla canzone Open Your Heart di Madonna. Shea Couleé viene dichiarata vincitrice del playback e rivela di aver scelto India Ferrah come concorrente da eliminare.

### Episodio 6 -The Charles Family Backyard Ball
Il sesto episodio inizia con le concorrenti che rientrano nell'atelier dopo l'eliminazione di India, complimentandosi con Shea per la sua vittoria. Intanto Alexis è molto amareggiata per la situazione venuta fuori nell'episodio precedente, credendo che India fosse una sua amica. Shea ammette che era molto vicina a scegliere il rossetto con il suo nome, ma alla fine ha detto di aver fatto la scelta giusta. Durante il risultato della votazione, scoprono che c'era un voto per Alexis, e lei ci rimane male.
- La sfida principale: le concorrenti devono creare due look differenti completamente assemblati a mano, per il Charles Family Backyard Ball. Le categorie sono:
  - Country Cousin Realness: il look deve impersonare una "cugina" campagnola e bifolca di RuPaul.
  - Backyard Eleganza: il look deve incorporare oggetti e cianfrusaglie che si possono trovare in giardino.

Giudice ospite della puntata è Bebe Rexha. Dopo le critiche da parte dei giudici, RuPaul decide che Miz Cracker è la migliore della puntata, mentre le altre sono automaticamente le peggiori. Quando ritornano nell'atelier per discutere su chi eliminare, molte concorrenti hanno deciso di scegliere l'eliminata in base ai giudizi negativi, perciò la possibile scelta ricade tra Alexis e Blair. Al ritorno sul palcoscenico, RuPaul annuncia la "Lip-Sync Assassin", e si scopre che si tratta di Roxxxy Andrews, concorrente della quinta edizione di RuPaul's Drag Race e della seconda edizione All Stars.
- L'eliminazione: Miz Cracker e Roxxxy Andrews si esibiscono in playback sulla canzone One Last Time di Ariana Grande. Roxxxy Andrews viene dichiarata vincitrice del playback e rivela che le concorrenti hanno scelto Alexis Mateo come concorrente da eliminare.

### Episodio 7 -Stand-Up SmackDown
Il settimo episodio inizia con le concorrenti che rientrano nell'atelier dopo l'eliminazione di Alexis, discutendo su chi ha votato chi. Successivamente festeggiano per essere rimaste le ultime quattro.
- La sfida principale: le concorrenti devono esibirsi in un numero di stand-up comedy dal vivo, davanti a un pubblico. Avendo vinto la puntata precedente Miz Craker decide l'ordine di esibizione che è: Jujubee, Blair, Cracker e infine Shea. Cracker afferma che questa scelta è puramente strategica, poiché ormai sono alla fasi finali del programma. Una volta scritte le battute, ogni concorrente raggiunge il palco principale per le prove, dove ricevono consigli da Jane Krakowski e Ross Mathews.

Giudici ospiti della puntata sono Jane Krakowski e Sam Richardson. Il tema della sfilata Freak Out!, dedicato ai look da clown folle. Dopo le critiche da parte dei giudici, RuPaul decide che Miz Cracker è la migliore della puntata, mentre le altre sono automaticamente le peggiori. Quando ritornano nell'atelier per discutere su chi eliminare, molte concorrenti hanno nuovamente deciso di scegliere l'eliminata in base ai giudizi negativi, perciò la possibile scelta ricadeva tra Jujubee e Blair, e notano che quest'ultima non è mai riuscita a vincere una sfida. Al ritorno sul palcoscenico, RuPaul annuncia la "Lip-Sync Assassin", Kennedy Davenport, concorrente della settima edizione e della terza edizione All Stars.
- L'eliminazione: Miz Cracker e Kennedy Davenport si esibiscono in playback sulla canzone Fancy di Reba McEntire. Miz Cracker viene dichiarata vincitrice del playback e rivela di aver scelto Blair St. Clair come concorrente da eliminare dalla competizione.

### Episodio 8 -Clap Back!
L'ottavo e ultimo episodio inizia con le tre finaliste che ritornano nell'atelier, dove discutono sul percorso fatto e di come siano migliorate rispetto alla loro ultima volta nel programma, chiedendosi anche chi riuscirà a vincere.
Prima del loro arrivo, tutte le concorrenti eliminate si erano nascoste nell'atelier per osservarle. RuPaul fa il suo ingresso e spiega che le concorrenti eliminate sono tornate per chiarire eventuali conflitti in sospeso (ad esempio il rapporto tra Derrick e India, le "auto-eliminazioni" di Mayhem e Ongina e le accuse sulle votazioni tirata in ballo da India durante lo Snatch Game).
Per l'ultima prova, prima di incoronare la vincitrice di quest'edizione, le concorrenti dovranno comporre un pezzo, cantare ed esibirsi sulla canzone di RuPaul, Clap Back!, oltre a prendere parte a un podcast con RuPaul e Michelle Visage.
Per la coreografia, le concorrenti hanno come istruttore, Todrick Hall. Durante la prova per la coreografia, Miz e Jujubee hanno dei problemi con i passi di gruppo, mentre Shea ha problemi con la coreografia da solista. Nel frattempo a uno a uno le concorrenti prendono parte al podcast dove RuPaul e Michelle Visage fanno domande sulla loro esperienza in questa edizione di RuPaul's Drag Race All Stars.
I giudici della puntata sono: RuPaul, Michelle Visage, Ross Mathews, Carson Kressley e Todrick Hall come giudice ospite. Il tema della sfilata è All Stars Eleganza, dove tutte le concorrenti dovranno sfilare con il loro vestito migliore.
Dopo le critiche dei giudici RuPaul comunica che tutte le finaliste hanno fatto un'ottima performance e che si affronteranno insieme per la sfida finale. Jujubee, Miz Cracker e Shea Couleé si esibiscono in playback sulla canzone Make Me Feel di Janelle Monáe. Dopo l'esibizione RuPaul decide che Shea Couleé è la vincitrice della quinta edizione di RuPaul's Drag Race All Stars.